# Всеукраїнська учнівська олімпіада з інформатики
Всеукраїнська учнівська олімпіада з інформатики — щорічне учнівське змагання з інформатики, яке проводиться відповідно до наказу Міністерства освіти і науки України.

## Заключний етап Всеукраїнської олімпіади з інформатики
IV етап Всеукраїнської учнівської олімпіади з інформатики поділяється на два тури, в кожному з яких усім учасникам пропонується 4 задачі і 5 астрономічних годин на їх розв'язання. Комплект завдань для кожного класу однаковий. Ці два етапи проводяться в два окремі дні, проте власне сама олімпіада охоплює зазвичай близько тижня.
Завдання учасників полягає в написанні розв'язків певних алгоритмічних задач на одній з дозволених мов програмування. Під час туру учасники можуть багатократно надсилати свої розв'язки автоматичній системі перевірки, яка одразу ж сповіщає учасника про кількість балів, у які оцінено розв'язок. Кількість спроб здати задачу на перевірку, як правило, сумарно не перевищує 60 спроб протягом одного туру. Кількість задач у кожному турі може бути різною, але зазвичай учасникам пропонують 4 задачі різної складності.
Кількість балів за задачу залежить від того, скільки тестів «пройшов» розв'язок. Вважається, що розв'язок пройшов даний тест, якщо відповідь збіглася з очікуваною, і при цьому в процесі виконання програма не завершилась аварійно та не перевищила встановлені ліміти часу та пам'яті.
Після виконання робіт 2 туру журі надає учасникам попередні результати з орієнтовним розподілом дипломів серед учасників кожного класу. Учасник у разі незгоди з отриманою оцінкою роботи може подати апеляцію у визначеній оргкомітетом формі на розгляд апеляційної комісії. Зазвичай рішення про допуск до апеляції виносять голова журі та експерт-консультант олімпіади.
За результатами апеляції журі коригує таблицю результатів та надає учасникам остаточні результати олімпіади із затвердженим на засіданні розподілом серед учасників дипломів. Відповідно до положення, затвердженого наказом Міністерства освіти і науки України, кількість переможців олімпіади не повинна перевищувати 50% від кількості учасників з орієнтовним розподілом дипломів у відношенні 1:2:3. Іншим учасникам вручаються дипломи учасника.

### Місця проведення заключних етапів Всеукраїнської учнівської олімпіади з інформатики

#### Республіканська олімпіада УРСР
- 1988 — Чернівці
- 1989 — Вінниця
- 1990 — Ворошиловград
- 1991 — Хмельницький

#### Всеукраїнська олімпіада
- 1992 — Суми
- 1993 — Тернопіль
- 1994 — Кіровоград
- 1995 — Дніпропетровськ
- 1996 — Рівне
- 1997 — Вінниця
- 1998 — Київська область
- 1999 — Херсон
- 2000 — Київ
- 2001 — Одеса
- 2002 — Чернівці
- 2003 — Донецьк
- 2004 — Харків
- 2005 — Рівне
- 2006 — Дніпропетровськ
- 2007 — Кременчук
- 2008 — Львів
- 2009 — Хмельницький
- 2010 — Київ
- 2011 — Черкаси
- 2012 — Вінниця
- 2013 — Луганськ
- 2014 — Дніпропетровськ
- 2015 — Херсон
- 2016 — Хмельницький
- 2017 — Рівне
- 2018 — Миколаїв
- 2019 — Одеса

## Персоналії інформатичного олімпіадного руху України
Серед найбільш активних пропагандистів та організаторів олімпіадного руху в області інформатики та основ програмування найбільша частка припадає на працівників освіти міста Києва. Це зокрема доцент кафедри методики природничо-математичної освіти і технологій, методист НМЦ технологій, кандидат фізико-математичних наук, доцент, Заслужений учитель України, Олександр Борисович Рудик. Також сприяють розвитку математичного олімпіадного руху України вчителі Українського фізико-математичного ліцею, Львівського фізико-математичний ліцею, Київського природничо-наукового ліцею № 145, ліцею «Наукова зміна» міста Києва, Русанівського ліцею, Ліцею №171 "Лідер" та інших.